# Gunungtiga (Ulubelu)
Gunungtiga is een bestuurslaag in het regentschap Tanggamus van de provincie Lampung, Indonesië. Gunungtiga telt 2346 inwoners (volkstelling 2010).